# San Gallicano
San Gallicano, även benämnd Santi Maria e Gallicano, är en kyrkobyggnad i Rom, helgad åt den helige martyren Gallicanus (död 363). Kyrkan är belägen vid Via di San Gallicano i Rione Trastevere.

## Kyrkans historia
År 1724 grundade påve Benedikt XIII sjukhuset San Gallicano och uppdrog åt arkitekten Filippo Raguzzini att rita detta samt en kyrka. Sjukhuset var främst avsett för fattiga patienter vilka led av tyfus och skabb.
Kyrkan San Gallicano konsekrerades år 1726. År 1870 blev sjukhuset en sekulär institution och blev berömt för sin behandling av hudsjukdomar. Kyrkan restaurerades år 1925. År 2000 ansågs sjukhuslokalerna vara för omoderna och man flyttade till Via Elio Chianesi, söder om EUR.

## Beskrivning
Kyrkans fasad kan med fördel betraktas från Vicolo di Mazzamurelli. Fasaden har fem axlar med ett markerat mittparti. Nedervåningen har pilastrar i kompositordning, medan övervåningens pilastrar har pseudodoriska kapitäl. Ovanför ingången sitter ett hjärta i relief med mottot Amor Dei. Fasadens storform företer ett släktskap med en annan av Raguzzinis kyrkobyggnader – Santa Maria della Quercia.
Kyrkans grundplan utgörs av ett grekiskt kors. Altarmålningen Den helige Gallicanus för fram tre patienter inför Jungfru Maria och Barnet är ett verk av Marco Benefial. Han har även utfört sidomålningarna föreställande Vår Fru av snön och Den helige Filippo Neris förhärligande.